# Temeke (Distrikt)
Temeke ist ein Distrikt (Municipal) in der tansanischen Region Daressalam. Er grenzt im Norden und Osten an den Indischen Ozean, im Südwesten an die Region Pwani und im Nordwesten an den Distrikt Ilala.

## Geographie
Temeke ist der südlichste der fünf Distrikte von Daressalam. Er ist 656 Quadratkilometer groß und hat 1.346.674 Einwohner (Volkszählung 2022).
Der Distrikt ist gegliedert in
- das Tiefland am Fluss Yombo, im Keko-Tal und auf der Halbinsel Kigamboni,
- das Mittelland, in dem der Großteil der Bevölkerung lebt,
- das Hochland, das kleine bewaldete Hügelkämme umfasst.

Das Klima ist tropisch mit zwei Regenzeiten. Der Monsunregen fällt von Dezember bis Februar, lange Regenschauer gibt es von März bis Juni. Insgesamt fallen jährlich 800 bis 1200 Millimeter Niederschlag. Die Temperatur liegt von Juni bis August bei 25, von Jänner bis März bei 35 Grad Celsius.

## Geschichte
Der Distrikt wurde 1999 gegründet.

## Verwaltungsgliederung
Temeke wird in die drei Divisionen Kigamboni, Mbagala und Chan’gombe und in 23 Bezirke (Wards) gegliedert:
- Azimio
- Buza
- Chamazi
- Chang'ombe
- Charambe
- Keko
- Kibondemaji
- Kiburugwa
- Kijichi
- Kilakala
- Kilungule
- Kurasini
- Makangarawe
- Mbagala
- Mbagala Kuu
- Mianzini
- Miburani
- Mtoni
- Sandali
- Tandika
- Temeke
- Toangoma
- Yombo Vituka

| Die Bevölkerungszahl wuchs von 401.786 im Jahr 1988, auf 768.451 im Jahr 2002 und auf 1.368.881 im Jahr 2012. Das bedeutet, dass die jährliche Wachstumsrate auf über fünf Prozent stieg und sich die Einwohnerzahl alle zwölf Jahre verdoppelt. Von den über Fünfjährigen sprachen zwei Drittel Swahili und ein Fünftel Swahili und Englisch. Der Anteil der Analphabeten lag bei acht Prozent (Stand 2012). Bei der Volkszählung 2022 lebten 1.346.674 Menschen in 384.046 Haushalten. | Hier fehlt eine Grafik, die leider im Moment aus technischen Gründen nicht angezeigt werden kann. Wir arbeiten daran! |

- Bildung: Für die Bildung der Jugend stehen 83 Grundschulen und 61 weiterführende Schulen zur Verfügung (Stand 2019).[7] Am östlichen Rand des urbanen Temeke liegt die Afrikanische Universität von Tansania.[8]
- Wasser: Dem täglichen Wasserbedarf von 115 Millionen Liter steht eine Brunnenversorgung von 78 Millionen Liter gegenüber. Das bedeutet, dass fast ein Drittel der Bevölkerung keinen Zugang zu sicherem und sauberem Wasser hat.[9]

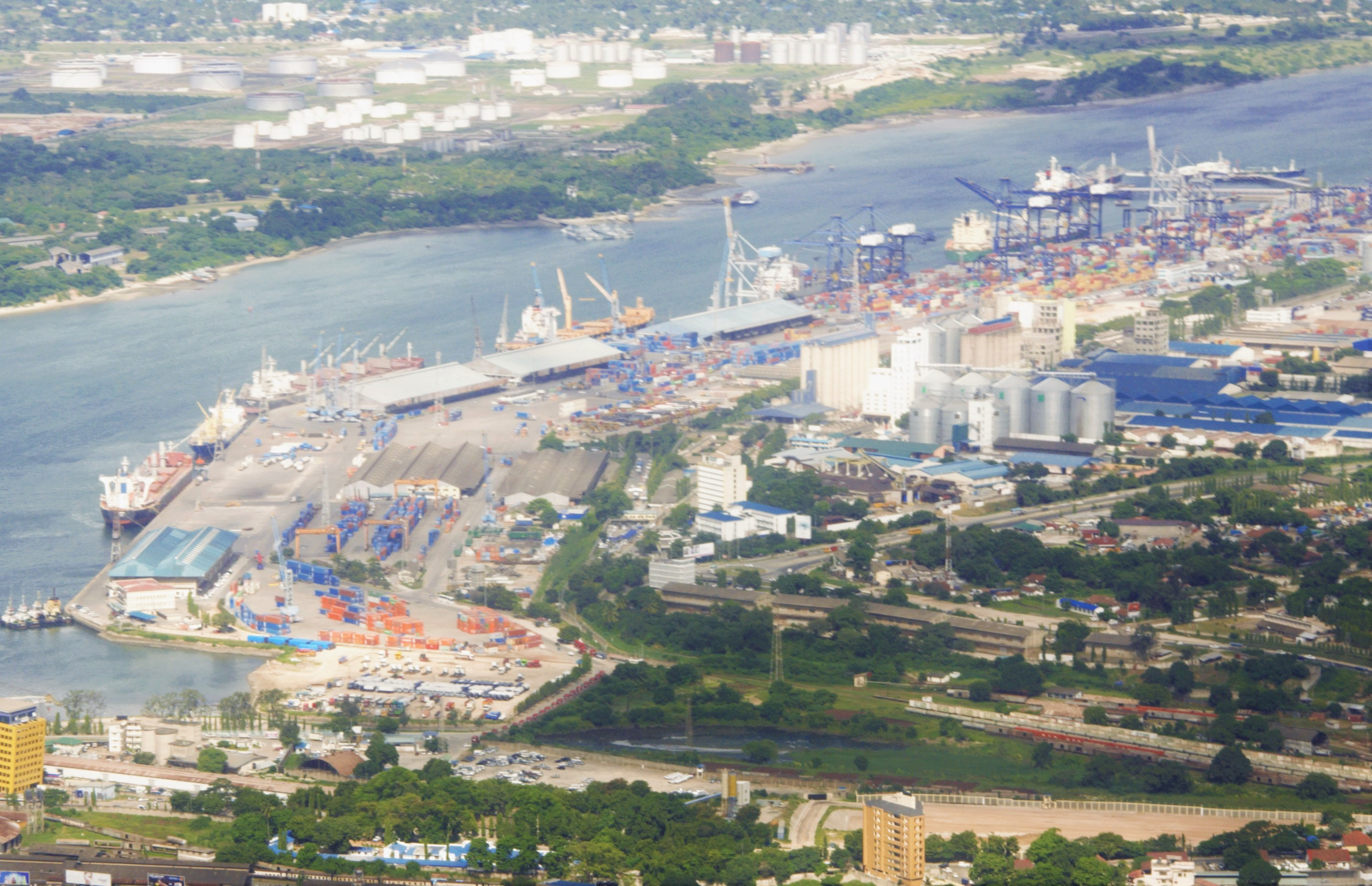
Der Hafen von Daressalam

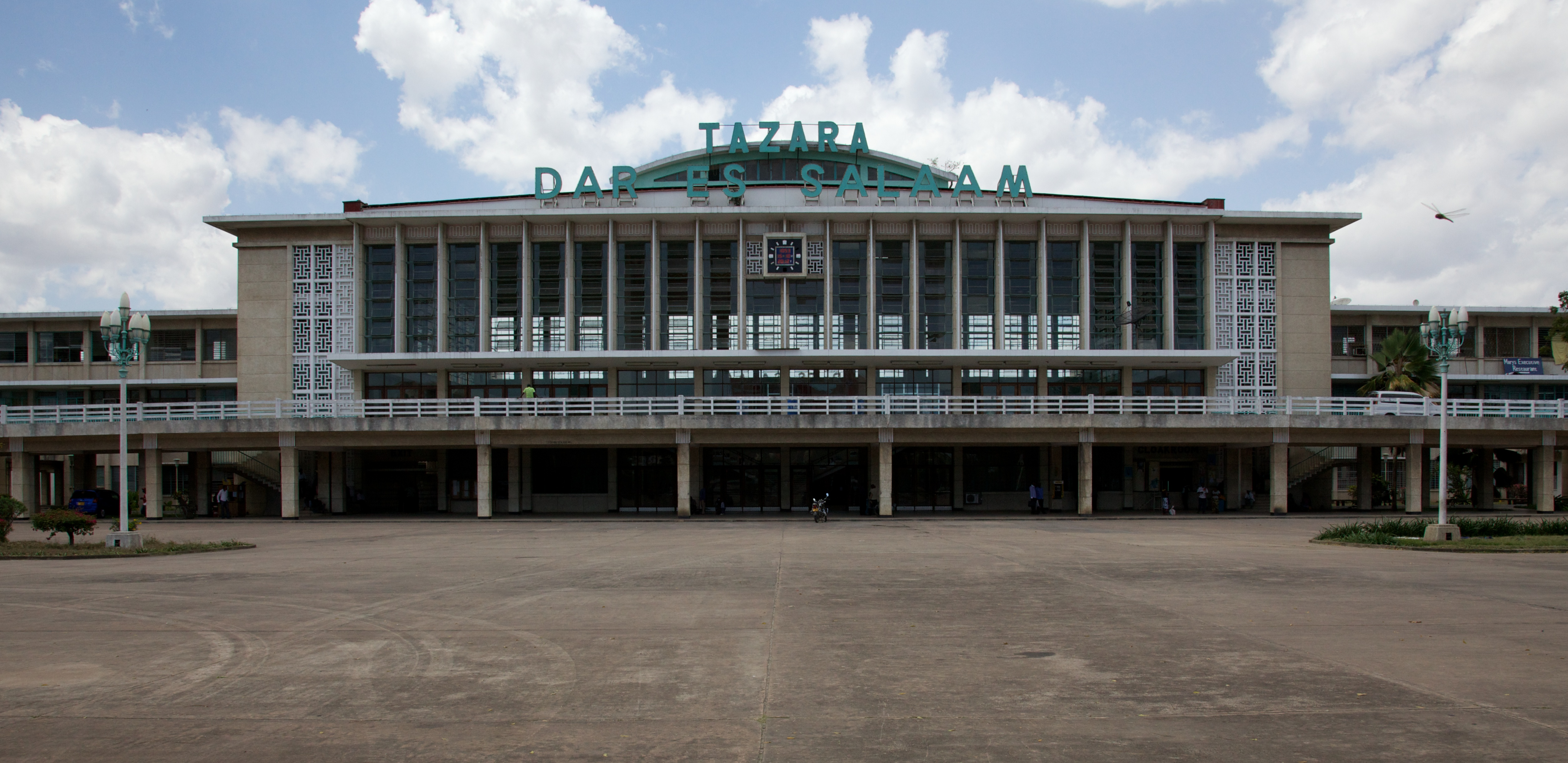
Bahnhof Tazara

Nationalstadion

| Im primären Wirtschaftssektor arbeiteten zwölf Prozent der Erwerbstätigen, sechs Prozent in der Landwirtschaft, drei Prozent in der Fischerei und vier Prozent im Bergbau. Stark ausgeprägt sind Dienstleistungen und Handel. - Landwirtschaft: Im Jahr 2013 hat die lokale Landwirtschaft etwa dreißig Prozent der im Distrikt benötigten Nahrungsmittel produziert. Die Hauptanbauprodukte waren Reis, Maniok, Süßkartoffeln, Mais, Erbsen, Gemüse und Obst. Speziell für den Verkauf wurden Cashewnüsse, Kokosnüsse, Wassermelonen, Mangos, Gurken und Tomaten gepflanzt. - Industrie: Im nördlichen Bereich sind im Industriegebiet von Chang'ombe rund 40 große Industriebetriebe angesiedelt, 158 mittelständische Unternehmen sind in Mbagala. - Hafen: Der Hafen Daressalam, in dem im Jahr 2016/2017 über 13 Millionen Tonnen umgeschlagen wurden und der der größte Hafen in Tansania ist, befindet sich in Temeke. - Eisenbahn: Der Bahnhof Dar es Salaam Taraza, in dem die Tanzania–Zambia Railway beginnt, liegt in Temeke. - Stadion: Das 60.000 Zuschauer fassende Nationalstadion liegt im Distrikt. | Hier fehlt eine Grafik, die leider im Moment aus technischen Gründen nicht angezeigt werden kann. Wir arbeiten daran! |